# Советская улица (Волгоград)
Советская (ранее Астраханская, переименована в 1920-х годах) — улица в Волгограде. Расположена в месте, до Сталинградской битвы бывшей центром старого города.
После Сталинградской битвы на улице всё же сохранились старинные и довоенные советские здания, среди которых — тяговая подстанция № 1, Царицынский государственный банк, крытый рынок (Центральный рынок, мясной корпус), жилой дом братьев Серебряковых. Здания улицы советского времени выстроены в едином стиле, советский ампир, и нехарактерном для города в целом коричневом цвете, но они построены по индивидуальным проектам и отличаются друг от друга.
Изначально улица проходила от реки Царицы до Покровской церкви (где сейчас расположен Центральный рынок), в 1950-х она была подсыпана так, что перестала спускаться в пойму, с чётной стороны улица была расширена. Построенные дома имели 5-6 этажей и были оформлены колоннами, пилястрами, лепными карнизами, лепниной в виде растительных гирлянд с лентами, вазонами с колосьями пшеницы, арочными проездами, у них были благоустроенные дворы-сады.
С мая 2017 года на всём протяжении улицы открыто двустороннее движение, до этого её участок от улицы Володарского до улицы Комсомольской односторонним.